# Бузиан, Сид-Ахмед
Сид-Ахмед Бузиа́н (фр. Sid-Ahmed Bouziane; 18 июля 1983, Кетиньи, Дижон) — французский футболист, полузащитник.

## Карьера
Сид-Ахмед Бузиан — сын алжирцев, приехавших во Францию. Он начал свою карьеру в молодёжном составе клуба «Сампдория». В сезоне 2002/03 он сыграл единственный матч за основной состав команды против «Венеции» в серии А, в котором его клуб проиграл 1:3; сам Бузиан вышел за 28 минут до конца встречи. Летом, когда его контракт закончился, он перешёл в клуб серии D, «Сольбьятезе», где провёл 15 матчей и забил 1 гол. В июле 2007 года Бузиан в качестве свободного агента перешёл в швейцарский клуб «Кьяссо», за который провёл 4 игры.
В январе 2005 года Бузиан разорвал контракт с клубом и перешёл в «Ла-Шо-де-Фон», где провёл 3 сезона, проведя 70 игр и забив 26 голов, из которых 16 в последнем сезоне алжирца в клубе, из них 15 в чемпионате Швейцарии, где он стал лучшим бомбардиром своей команды. В сентябре 2007 года Бузиан был куплен «Серветтом». Начало первого сезона не удалось хавбеку: он получил травму колена и пропустил несколько матчей. В следующем сезоне Бузиан стал игроком основы клуба, 21 сентября 2008 года он сделал хет-трик в матче Кубка Швейцарии против клуба «Эклепен». 21 февраля 2009 года Бузиан получил травму в матче с «Винтертуром». 30 марта ему была сделана операция на правом колене. По окончании сезона контракт футболиста с клубом закончился, и «Серветт» принял решение не продлевать договор.
В январе 2010 года Бузиан перешёл в «Тун».
Прервав карьеру профессионального футболиста, стал учиться на дантиста. Будучи студентом, в 2018 году получил награду от Швейцарского общества стоматологов. В 2020 году окончил магистратуру Женевского университета.